# John Rea (Snookerspieler)
John Rea (* 5. Dezember 1951) ist ein ehemaliger schottischer Snookerspieler, der zwischen 1984 und 1994 für zehn Saisons Profispieler war. Bekannt wurde er im Kontext der Scottish Professional Championship 1989, als er zuerst das siebente Maximum Break der Geschichte spielte und später das Turnier gewann. Es blieb sein einziger Turniersieg in seiner Profikarriere, während der er auf der Snookerweltrangliste Rang 62 als Höchstplatzierung vorweisen konnte.

## Karriere

### Amateurzeit
Rea, der einen Bruder namens Julio hat, kommt aus Clydebank und besaß zunächst einen Imbissstand. 1976 trat er erstmals als Snookerspieler in Erscheinung, als er die Runde der letzten 32 der Pontins Autumn Open erreichte. Fünf Jahre später erreichte er das Finale der schottischen Snooker-Meisterschaft, unterlag aber im Decider Raymond Lane. Nachdem er 1982 im Halbfinale ausgeschieden war, zog er 1983 erneut ins Finale ein und musste sich diesmal George Carnegie geschlagen geben. Kurz danach wurde er Profispieler.

### Profikarriere
Rea begann seine Karriere mit der Saison 1984/85, in der er zwar mehrheitlich früh ausschied, aber auch die Runde der letzten 48 der UK Championship und die Runde der letzten 32 beim Grand Prix erreichte. Zudem schied er bei der schottischen Profi-Meisterschaft erst im Halbfinale aus, was sich bei der Ausgabe der nächsten Saison wiederholte. In dieser konnte er zudem mit der Runde der letzten 32 der British Open einen weiteren wichtigen Erfolg verbuchen. Bereits nach seiner ersten Profisaison hatte sich Rea auf der Weltrangliste platziert, auf der er nun auf Rang 62 geführt wurde, der besten Platzierung seiner Karriere. Schon nach der Saison 1986/87 verschlechterte er sich auf Rang 69, obwohl er fast durchgehend die Runde der letzten 64 bei Ranglistenturnieren erreicht hatte. Ausnahme war die Snookerweltmeisterschaft, wo er in der Runde davor verloren hatte. Zudem gelang ihm bei der Scottish Professional Championship sein dritter Halbfinaleinzug in Folge.
Diese Form setzte sich zunächst weitestgehend – inklusive einer erneuten Halbfinalteilnahme bei der Scottish Professional Championship 1988 – fort, sodass er 1988 nur noch auf Rang 81 geführt wurde. Während der Saison 1988/89 spielte er jedoch bei der Scottish Professional Championship in seinem Auftaktspiel gegen Ian Black das siebente Maximum Break der Snooker-Geschichte und das als erster Schotte. Später überstand er erstmals das Halbfinale und gewann schlussendlich das Turnier, als er im Finale Murdo MacLeod besiegte. Zudem konnte er die Runde der letzten 32 der International Open und die finale Qualifikationsrunde der Snookerweltmeisterschaft erreichen, womit er sich auf Rang 66 verbessern konnte. Nachdem er in der folgenden Spielzeit bei drei Turnieren ohne Einfluss auf die Weltrangliste das Viertelfinale erreicht hatte, bei Ranglistenturnieren aber gerade mal einige Teilnahmen an einer Runde der letzten 64 vorweisen konnte, rutschte er wieder auf Rang 85 ab.
Zunächst setzte sich diese Form in ähnlicher Form fort, doch bereits in der Saison 1991/92 war selbst eine Teilnahme an der Runde der letzten 128, der zumeist vorletzten Qualifikationsrunde, die Seltenheit. Folglich rutschte er auf Weltranglistenplatz 124 ab. Nachdem sich dieser Trend in den nächsten beiden Spielzeiten verfestigt hatte – einziger Lichtblick war die UK Championship 1992 mit einem Vorstoß bis in die Runde der letzten 32 gewesen –, verlor Rea sowohl seinen Weltranglistenplatz als auch nach zehn Saisons seinen Spielberechtigung für die Profitour. Dennoch gab er das Snookerspielen nie ganz auf: Nachdem er bereits 2009 an der ersten Weltmeisterschaft im Six-Red-Snooker teilgenommen hatte, wurde er 2011 zu einer Neuauflage der Scottish Professional Championship eingeladen, schied aber noch in der ersten Runde der Qualifikation aus. In den folgenden Jahren nahm er an einigen Ausgaben der World Seniors Championship teil. Außerdem ist er Besitzer des Snookerclubs in The Lucky Break in Clydebank.

## Erfolge
| Ausgang         | Jahr | Turnier                            | Finalgegner     | Ergebnis |
| --------------- | ---- | ---------------------------------- | --------------- | -------- |
| Amateurturniere |      |                                    |                 |          |
| Zweiter         | 1981 | Schottische Snooker-Meisterschaft  | Raymond Lane    | 5:6      |
| Zweiter         | 1983 | Schottische Snooker-Meisterschaft  | George Carnegie | 3:6      |
| Profiturniere   |      |                                    |                 |          |
| Sieger          | 1989 | Scottish Professional Championship | Murdo MacLeod   | 9:7      |